# Клео
Кле́версон Габриел Ко́рдова (порт.-браз. Cléverson Gabriel Córdova; род. 9 августа 1985, Гуарапуава, Парана) — бразильский футболист, нападающий. Также имеет сербский паспорт.

## Карьера
Клеверсон Габриел Кордова начинал свою карьеру в малоизвестном португальском клубе «Оливаис э Москавиде». В 2005—2006 без особого успеха выступал в Бразилии, после вернулся в португальскую команду.

### «Црвена Звезда» и «Партизан»
19 июня 2009 года Клео подписал четырёхлетний контракт с «Црвеной Звездой», но из-за финансовых трудностей клуба, вскоре перешёл в стан злейшего врага «Црвены Звезды» — в «Партизан», что стало первым подобным переходом за 20 последних лет (после Горана Милошевича). 28 ноября в чемпионате забил гол своей бывшей команде, что позволило «Партизану» одержать победу над «Црвеной Звездой» со счётом 2:1. Неплохо выступив во второй части розыгрыша сербской Суперлиги 2009/10, Клео забил девять мячей и помог «Партизану» завоевать третий чемпионский титул подряд. В новой команде он стал кумиром фанатов, забив 22 мяча за полтора сезона в чемпионате.
Главные же его успехи пришлись на Лигу чемпионов, где он отличился 6 раз в квалификационном раунде (первый гол пришёлся на дебютный матч 14 июля с чемпионом Уэльса, клубом «Рил»). Во втором матче он отметился хет-триком, забив первый гол «ножницами».
А в групповом этапе дважды забил «Арсеналу», став лучшим бомбардиром турнира на момент окончания группового раунда.
Зимой 2011 года Клео интересовались «Дженоа», казанский «Рубин» и китайский «Гуанчжоу Эвергранд». В конце января игрок заявил, что близок к переходу в «Локомотив», но через несколько дней подписал контракт с «Гуанчжоу».

### «Гуанчжоу Эвергранд»
12 февраля 2011 года Клео завершил переход в клуб китайской Суперлиги «Гуанчжоу Эвергранд», подписав четырёхлетний контракт Трансфер футболиста был оценен в 3,2 миллиона евро, что стало новым трансферным рекордом для Китая. Впервые появился на поле в Суперлиге 2 апреля в игре против «Далянь Шидэ» и забил победный гол в матче.

## Статистика по сезонам
| Клуб                | Сезон   | Лига | Лига | Кубок | Кубок | Конт. турниры | Конт. турниры | Итого | Итого |
| Клуб                | Сезон   | Игры | Голы | Игры  | Голы  | Игры          | Голы          | Игры  | Голы  |
| ------------------- | ------- | ---- | ---- | ----- | ----- | ------------- | ------------- | ----- | ----- |
| Оливаис э Москавиде | 2004/05 | 13   | 7    | 0     | 0     | 0             | 0             | 13    | 7     |
| Оливаис э Москавиде | 2006/07 | 26   | 3    | 2     | 1     | 0             | 0             | 28    | 4     |
| Оливаис э Москавиде | 2007/08 | 35   | 16   | 1     | 0     | 0             | 0             | 36    | 16    |
| Оливаис э Москавиде | Итого   | 74   | 26   | 3     | 1     | 0             | 0             | 77    | 27    |
| Атлетико Паранаэнсе | 2005    | 5    | 1    | 0     | 0     | 0             | 0             | 5     | 1     |
| Атлетико Паранаэнсе | 2006    | 0    | 0    | 1     | 0     | 0             | 0             | 1     | 0     |
| Атлетико Паранаэнсе | Итого   | 5    | 1    | 1     | 0     | 0             | 0             | 6     | 1     |
| Фигейренсе          | 2005    | 2    | 0    | 0     | 0     | 0             | 0             | 2     | 0     |
| Црвена Звезда       | 2008/09 | 20   | 8    | 4     | 4     | 0             | 0             | 24    | 12    |
| Партизан            | 2009/10 | 27   | 14   | 4     | 2     | 9             | 6             | 40    | 22    |
| Партизан            | 2010/11 | 14   | 8    | 1     | 2     | 12            | 10            | 27    | 20    |
| Партизан            | Итого   | 41   | 22   | 5     | 3     | 21            | 16            | 67    | 43    |
| Гуанчжоу Эвергранд  | 2011    | 10   | 10   | 1     | 0     | 0             | 0             | 11    | 10    |
| Гуанчжоу Эвергранд  | 2012    | 28   | 7    | 0     | 0     | 7             | 4             | 24    | 8     |
| Гуанчжоу Эвергранд  | Итого   | 38   | 17   | 1     | 0     | 7             | 4             | 46    | 21    |
| Касива Рейсол       | 2013    | 3    | 2    | 1     | 0     | 2             | 1             | 6     | 3     |